# フロリダ州議会
フロリダ州議会(英語:The Florida Legislature)は、アメリカ合衆国フロリダ州の立法府である。上院と下院の2つの院からなる両院制の議会として組織されている。
1968年に採択されたフロリダ州憲法第3条第1項は、州議会の役割と構成方法を規定している。州議会は、160人の州議会議員（下院120人、上院40人）で構成される。
州議会の主な役割は、新しい法律を制定し、既存の法律を改正または廃止することである。州議会は、タラハシーにあるフロリダ州会議事堂で会議を開く。

## 元老院
元老院は州議会の上院である。 1人区から選出される40人の議員で構成される。 上院議員は党派別に選出され、通常4年の任期で、2年ごとに半数が改選される。 上院選挙区は、連邦政府による10年ごとの国勢調査の人口に基づいて設定される。 
選挙区再編後の最初の選挙では、すべての議席が改選対象となる。 上院議員の任期は、当選と同時に始まる。上院議場は州会議事堂内にある。2022年現在、上院では共和党が28議席で過半数を占め、民主党は12議席で少数派となっている。

## 代議院
代議院は州議会の下院である。120人の議員で構成され、2年任期で小選挙区から党派別に選出される。選挙区は、連邦政府による10年ごとの国勢調査の人口に基づいて設定される。下院選挙区は上院選挙区とは独立して設定され、複数の上院選挙区の一部を含む選挙区を持つ議員もいる。
下院議員の任期は当選と同時に始まる。下院議場は州会議事堂内に設置されている。2022年現在、下院では共和党が83議席、民主党が36議席を占めており、1議席が空席となっている。

## 任期
フロリダ州憲法第3条は、州議会議員の任期を規定している。議員は選挙後直ちに就任する。

### 元老院
州憲法では、奇数番号の選挙区から選出される州上院議員は、4の倍数で終わる年に選挙が行われることが定められている。偶数番号の選挙区から選出される上院議員は、4の倍数でない偶数年に選挙が行われることが定められている。
米国国勢調査の結果と選挙区の境界線の見直しを反映するため、再編成の年にはすべての議席が改選となり、その結果、一部の任期が短縮される。そのため、2012年には偶数番号の選挙区選出の上院議員が2年任期で選出された（2010年の国勢調査後）が、奇数番号の選挙区選出の上院議員は2022年に2年任期で選出される（2020年の国勢調査後）ことになる。
裁判所命令による選挙区の再編成により、2016年にはすべての任期が再び短縮され、上院議席40議席すべてが改選となった。

### 代議院
下院議員は、2年ごとに改選される。

### 任期制限
1992年11月3日、フロリダ州の有権者のほぼ77％が、州憲法を改正し、連邦および州政府高官の任期を8年に制限する「フロリダ州任期制限改正案」を支持した。この改正案により、2年間の休会期間を経た後、元議員は再び選挙で当選することができる。1995年、合衆国最高裁判所は、州議会に任期制限を設けることはできないが、州レベルの任期制限は維持されるとの判決を下した。

## 議員要件
フロリダ州の議員は、選挙区内の有権者かつ居住者で、選挙前に少なくとも2年間フロリダ州に居住していなければならない。

## 会期
州議会が開かれている間は、毎年が新たな立法会期となる。

### 委員会週間
議員は通常議会前の9月に委員会活動を始める。州議会は非常勤議会であるため、通常議会前に法案を委員会過程を経て成立させる時間を確保するために、この活動が必要となる。

### 通常議会期
州議会は毎年60日間の通常議会を開催する。奇数年の通常議会は3月の第1月曜日の翌週の火曜日、偶数年の通常議会は1月の第1月曜日の翌週の火曜日から始まる。
1991年以前は、通常議会は4月に開始されていた。上院合同決議380号（1989年）は、通常議会の開始日を4月から2月に変更する憲法改正案（1990年11月承認）を有権者に提案した。その後、上院合同決議2606号（1994年）により、開始日を3月に変更する憲法改正案（1994年11月承認）が投票に付され、現在に至っている。近年、州議会は、議員が春休みの間家族と一緒に過ごす時間を確保し、秋に行われる州議会議員選挙に向けてより多くの時間を確保するため、1月に議会を開始するようになった。

### 組織会議
各総選挙から14日目に、州議会は組織会議を開き、役員の選出や組織編成を行う。

### 臨時会期
臨時議会は、知事、上院議長と下院議長の共同宣言、または全議員の5分の3以上の賛成により招集することができる。臨時会期中、州議会は、臨時会宣言に明記された目的の範囲内の立法案件のみを取り扱うことができる。

## 権限とプロセス
州議会は、州憲法により、フロリダ州の法律を制定および改正する権限を与えられているが、知事には法案を拒否する権限がある。そのため、議員は超党派の専門スタッフによって起草された法案の形で法案を提案する。
法案が成立するためには、委員会での審査、各院本会議での3回の審議、必要に応じて適切な投票多数による可決、知事による署名、または各院議員の3分の2以上の賛成による拒否権行使による成立のいずれかが必要とされる。
その法令は、「章法」または印刷時に「スリップ法」と呼ばれるが、フロリダ州法にまとめられ、「会期法」と呼ばれる。フロリダ州法は、州が制定した成文法である。
2009年には、議員が審議のために提出した法案は2,138件に上った。州議会は、毎年平均約300件の法案を可決している。
2013年、州議会はおよそ2000の法案を提出した。そのうち約1000は「議員提出法案」であり、残りは予算など特定の機能を担当する委員会による法案である。
2016年には、法案の約15％が成立した。2017年には、1,885人のロビイストが3,724の団体を代表する者として登録した。
州議会には、州憲法の改正を提案する権限もある。

## 役職
下院は下院議長が、上院は上院議長がそれぞれ議長を務める。下院議長と上院議長は、委員会や指導的地位の人事、議事日程の管理を行う。この2人のリーダーとフロリダ州知事は、フロリダ州の州政の議題の大半を管理している。
- 上院議長: Kathleen Passidomo (R)
- 上院仮議長: Dennis Baxley (R)
- 上院多数派院内総務: Ben Albritton (R)
- 上院少数派院内総務: Lauren Book (D)
- 下院議長: Paul Renner (R)
- 下院仮議長: Chuck Clemons (R)
- 下院多数派院内総務: Michael J. Grant (R)
- 下院少数派院内総務: Fentrice Driskell (D)